# Іктін
Іктін (грец. Ἰκτῖνος) — давньогрецький архітектор другої половини V ст. до н. е., доби Перикла.
Найвідомішим творінням Іктіна (спільно з Каллікратом) є Парфенон, зведений у період 447–438 до н. е. Також він побудував Одеон Перикла в Афінах, храм Аполлона в Бассах (близько 430 до н. е.), де вперше з'являється коринфський капітель та коринфський ордер використовується як тектонічний декор. Іктін є автором Телестеріона в Елефсіні (430-ті рр до н. е., добудований в кінці V ст. до н. е. в зміненому вигляді).
Іктін творчо застосовував традиційні засоби ордерної архітектури для створення нових образів. Архітектурі майстра притаманні пластичність, органічність з'єднання доричних та іонічних форм.